# Jake Austin Walker
Jake Austin Walker (Hickory, 24 giugno 1997) è un cantante e attore statunitense, noto per aver interpretato Jared Talbot in Rectify e Henry King Jr nella serie DC Universe Stargirl.

## Filmografia

### Cinema
- No One Lives, regia di Ryūhei Kitamura (2012)
- Butter, regia di Paul A. Kaufman (2020)
- Una squadra di 12 orfani (12 Mighty Orphans), regia di Ty Roberts (2021)

### Televisione
- Rectify – serie TV, 30 episodi (2013-2016)
- Fear the Walking Dead – serie TV, episodio 2x02 (2016)
- Five Points – serie TV, 10 episodi (2018)
- Lethal Weapon – serie TV, episodio 2x18 (2019)
- Stargirl – serie TV, 11 episodi (2020-2021)
- Truth Be Told – serie TV, episodio 2x09 (2021)
- Il mistero dei Templari - La serie (National Treasure: Edge of History) – serie TV, 10 episodi (2022-2023)
- Le piccole cose della vita (Tiny Beautiful Things) – miniserie TV, puntata 5 (2023)

## Discografia

### Album
- 2011 – Genesis

### Singoli
- 2017 – I'm Ready
- 2018 – F' Love
- 2018 – Need You Now
- 2018 – Last Dance
- 2018 – Rolling Stones
- 2019 – Company
- 2020 – Not Ok
- 2020 – Over You

## Doppiatori italiani
Nelle versioni in italiano delle opere in cui ha recitato, Jake Austin Walker è stato doppiato da:
- Federico Campaiola in Rectify, Il mistero dei Templari - La serie
- Mattia Bressan in Una squadra di 12 orfani